# ناناشي نو غيم
ناناشي نو غيم (باليابانية: ナナシ ノ ゲエム)، تعني اللعبة المجهولة، وهي لعبة من ألعاب رعب البقاء من منظور الشخص الأول، طورت بواسطة شركة إيبكس، ونشرتها شركة سكوير إنكس فقط وحصرياً في اليابان بتاريخ 3 يوليو، 2008 على نظام نينتندو دي إس الحصري. اللعبة تتبع شخصية طالب جامعي، والذي يصبح ملعون بإحدى ألعاب تقمص الأدوار، والتي يتسبب فيها عدم إكمال الشخص اللعبة إلى موته في غضون سبعة أيام.